# 성대초등학교
성대초등학교는 대한민국 충청남도 금산군에 있는 초등학교다.

## 학교 연혁
- 1934년 3월 3일 추부공립보통학교 부설 성대간이학교 인가
- 1943년 4월 1일 성대국민학교 승격
- 1977년 8월 7일 폭우로 학교 소실 후 당해연도 개축
- 1977년 12월 28일 6개 교실 준공
- 1983년 12월 6일 병설유치원 설립인가
- 1984년 3월 5일 병설유치원 개원
- 1996년 3월 1일 성대초등학교로 개칭
- 2014년 4월 24일 발명진흥학교 표창(교육감)
- 2014년 7월 16일 친구사랑 주간 운영 우수교 표창(교육감)
- 2014년 11월 28일 진로교육 우수교 표창(교육장)
- 2014년 11월 3일 행복관리플래너 최우수교 표창(교육장)
- 2014년 11월 11일 학교 평가 최우수교 표창(교육감)
- 2014년 12월 31일 학교폭력근절 유공학교 표창(교육감)
- 2015년 2월 17일 제67회 6명 졸업(2,919명)
- 2015년 3월 1일 6학급 편성(특수 1학급), 병설유치원 1학급